# Chombu
Der Chombu ist ein Berg im Himalaya im Nordosten von Sikkim in Indien.
Der Chombu besitzt einen in Nord-Süd-Richtung verlaufenden Bergkamm, dessen maximale Höhe bei 6362 m liegt. Der Chombu befindet sich 9,8 km südlich des Kangchengyao. Dazwischen liegt der 5352 m hohe Gebirgspass Sebu La. An der Ostflanke des Chombu strömt ein Gletscher in östlicher und später in südlicher Richtung. Westlich des Chombu verläuft das Flusstal des Lachen Chu, östlich das des Lachung Chu.

## Besteigungsgeschichte
Der Chombu wurde am 13. Oktober 1961 von Devi Singh, Pemba Gyaltzen und Nima Tsering, Teilnehmern einer indischen Expedition zum Kangchengyao, erstbestiegen.